# Jiří Weiss
Jiří Weiss (Prága, 1913. március 29. – Santa Monica, 2004. április 9.) cseh rendező és forgatókönyvíró. Gazdag prágai zsidó családból származott és kétszer is elhagyta szülőföldjét, a második világháború idején Angliában élt, majd 1968-ban az Amerikai Egyesült Államokba emigrált.

## Élete
Édesapja akarata ellenére először Csehszlovákiában, majd az ország német megszállása után Angliában kezdett dokumentum- illetve reklámfilmeket forgatni. A második világháborúban a RAF csehszlovák egységéhez csatlakozott. A háború után visszatért Prágába, ahol több filmhez is hozzájárult mint rendező illetve forgatókönyvíró. Ezek közé tartozik a Farkasverem (1957) valamint a Rómeó, Júlia és a sötétség (1959).
1968-ban, miután az oroszok bevonultak Prágába, ismét elhagyta az országot, ezúttal az Egyesült Államokban telepedett le, és beiratkozott New Yorkban a Hunter College-be. Utolsó, Mária és én című filmjét a bársonyos forradalom után már ismét szülőföldjén forgatta 1991-ben.